# خيطبية مخثرة
خيطبية مخثرة (الاسم العلمي: Hyphomicrobium coagulans) هي نوع من البكتيريا يتبع جنس الخيطبية من فصيلة الخيطبيات.